# Dittmar Hahn
Dittmar Hahn (* 1943 in Altenkirchen (Westerwald)) ist ein deutscher Jurist, der über 16 Jahre als Richter dem Bundesverwaltungsgericht angehörte.

## Leben
Dittmar Hahn studierte Rechtswissenschaft an der Universität zu Köln. 1970 legte er nach dem Referendariat das Zweite Juristische Staatsexamen ab. Nachdem er kurzzeitig als Rechtsanwalt tätig gewesen war, trat er in den Justizdienst in Nordrhein-Westfalen ein und wurde zunächst als Richter auf Probe am Landgericht Aachen tätig. Ab April 1972 war er zunächst an das Justizprüfungsamt des Landes Nordrhein-Westfalen abgeordnet. 1973 wurde er zum Richter am Verwaltungsgericht ernannt und promovierte zum Thema Innerparteiliche Demokratie an der Universität zu Köln. Er war am Verwaltungsgericht Aachen tätig. Im April 1974 wurde er für mehrere Monate an das Oberverwaltungsgericht für das Land Nordrhein-Westfalen in Münster abgeordnet, im Juni 1979 wurde er dann Richter am Oberverwaltungsgericht in Münster.
Im Sommer 1992 wurde er als Richter an das Bundesverwaltungsgericht berufen. Er gehörte zunächst dem 1. Revisionssenat des Gerichtes an und hatte sich in dieser Zeit mit Fällen aus den Bereichen des Staatsangehörigkeits-, des Ausländer-, des Polizei- und Ordnungsrechtes, sowie des Vereins-, Versammlungs-, Waffenrecht und Wirtschaftsverwaltungsrechtes zu befassen. Ab Beginn des Jahres 2001 wurde er Mitglied und stellvertretender Vorsitzender des 6. Revisionssenates und blieb dies bis zu seiner Pensionierung Ende Oktober 2008. Der 6. Senat des Bundesverwaltungsgerichts war in seiner Zeit zuständig für Polizei-, Vereins-, Versammlungs-, Waffen- und Wirtschaftsverwaltungsrecht sowie für Fälle aus dem Schul- und Hochschulrecht, zum Wahlrecht und dem Recht der politischen Parteien, dem Post- und Telekommunikationsrecht und aus dem Bereich des Personal- und Richtervertretungsrechtes.

## Wirken
Dittmar Hahn hatte als Richter auf die höchstrichterliche Rechtsprechung zum Wirtschaftsverwaltungsrecht erheblichen Einfluss. Neben seiner richterlichen Tätigkeit veröffentlichte er u. a. als Autor in dem von Karl Heinrich Friauf herausgegebenen Gesetzeskommentar zur Gewerbeordnung. Daneben war er Mitherausgeber und Mitautor von Kommentaren zu den Bauordnungen des Landes Berlin und des Landes Nordrhein-Westfalen.

## Veröffentlichungen
- Dittmar Hahn, Bauordnung für Berlin (Handkommentar), 3. Aufl., Heidelberg/München/Landsberg/Berlin 2006, ISBN 3-8073-2187-X
- Gerhard Boeddinghaus/Dittmar Hahn/Bernd H. Schulte, Die neue Bauordnung in Nordrhein-Westfalen: BauO NRW (Handkommentar), 2. Auflage, München/Berlin/Rehm 2000, ISBN 3-8073-1669-8
- Dittmar Hahn/Bernd H. Schulte, Öffentlich-rechtliches Baunachbarrecht – systematische Darstellung, München/Berlin 1998, ISBN 3-8073-1482-2
- Dittmar Hahn, Neuere Probleme im Erschliessungs- und im Erschliessungsbeitragsrecht, Werner-Verlag Düsseldorf 1983, ISBN 3-8041-1958-1